# Geba (Fluss)
Der Rio Geba ist der größte Fluss Guinea-Bissaus. Im Oberlauf ist er als die Kayanga bekannt. Er ist Hauptfluss eines in den Atlantik mündenden Flusssystems.

## Geographie

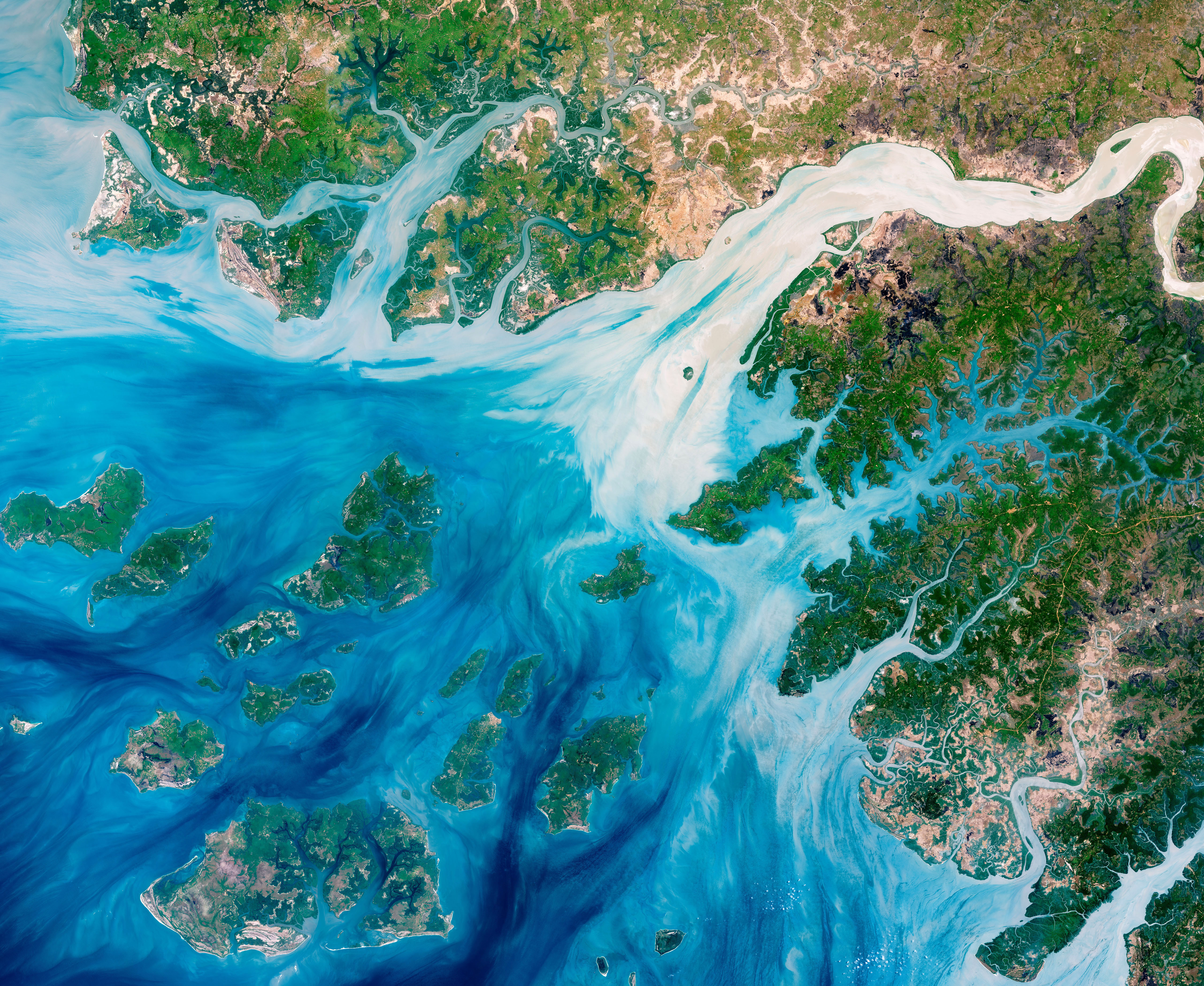
Die Mündung des Geba und darunter der Rio Grande de Buba (stark verästelt) und dem Bissagos-Archipel davor

Die Quelle der Kayanga liegt in der Region Boké in Guinea. Zunächst überquert sie sechs Kilometer nordwestlich der Quelle im Osten der Casamance die Grenze zur Region Kolda. Im Abstand von etwa 24 Kilometer zur Südgrenze Senegals wendet die Kayanga sich nach Westen und durchfließt zunächst einen 16 Kilometer langen Stausee, der sich hinter dem 1997 errichteten und 1000 Meter langen Barrage de Niandouba aufstaut. Wenig weiter westlich, an der Einmündung des Anambé, eines rechten nördlichen Zuflusses, der den Vélingara-Krater entwässert, wurde schon 1984 ein 225 Meter langer Staudamm errichtet, bekannt als Barrage du Confluent. Beide dienen vornehmlich der Förderung des Reisanbaus. 34 Kilometer südwestlich dieses Damms erreicht die Kayanga Guinea-Bissau.
Der Rio Geba mündet nach einer Gesamtlänge von gut 540 Kilometern bei Guinea-Bissaus Landeshauptstadt Bissau in einer 76 Kilometer langen und bis zu 10 Kilometer breiten Trichtermündung in den Atlantischen Ozean. Die Trichtermündung verlängert sich noch erheblich in den Unterlauf des 60 Kilometer oberhalb von Bissau von links und Süden einmündenden Rio Corubal.

## Einzugsgebiet
Je nach Quelle wird das Einzugsgebiet mit Werten zwischen 12.700 und 15.000 km² angegeben. Es befindet sich zu etwa zwei Drittel in Guinea-Bissau und zu einem im Senegal. Ein winziges Stück von etwa 50 km² befindet sich darüber hinaus im äußersten Norden Guineas.

## Wirtschaft und Verkehr
Der Rio Geba ist flussaufwärts bis Bafatá schiffbar, wo der Fluss Colufe mündet. In seinen Ufer- bzw. Überschwemmungszonen – Regenzeit von April bis Oktober – wird unter anderem Reis angebaut.
In Guinea-Bissau wird der Rio Geba von drei Straßenbrücken überspannt. 82 Kilometer östlich der Hauptstadt Bissau gibt es eine Brücke für die Nationalstraße 1, bei Bafata eine Brücke für die Regionalstraße 1, die nach Bissorã führt, und 24 Kilometer nordöstlich von Bafata überquert ein Abzweig von der N1 den Fluss auf dem Weg über die Grenze nach Kolda in der Casamance.

## Geschichte
In Guinea-Bissau wird die Tradition gepflegt, dass der Rio Geba bereits 1446 von Nuno Tristão befahren wurde. In der Stadt Bissau erinnert eine Statue an ihn und auf Silbermünzen von 1991 wird sein Name als Entdecker des Landes gewürdigt.
Während des Portugiesischen Kolonialkrieges bis 1974 war der Fluss Ort verschiedener Militäroperationen.

### Karten zum Flussverlauf
- TK250 Blatt ND28-15 KOLDA – Oberlauf mit dem Quellgebiet im Regenwald von Senegal und Guinea
- TK250 Blatt NC28-3 KOUMBIA – Mittellauf
- TK250 Blatt NC28-3 BISSAU – Unterlauf als Mündungstrichter